# Brittany Elmslie
Brittany Joyce Elmslie, född 19 juni 1994 i Nambour, är en australisk simmare.
Elmslie blev olympisk guldmedaljör på 4 × 100 meter frisim vid sommarspelen 2016 i Rio de Janeiro.